# 最後一戰5：守護者
《最後一戰5：守護者》是一款2015年的第一人稱射擊遊戲，為《最後一戰系列》第十部遊戲作品，遊戲發售於Xbox One平台。本作為《最後一戰4》的續集。本作將由上一作的製作室343 Industries依舊擔當，製作方面針對了遊戲單人模式、多人連線對於前作進行調整。本作故事相比過往在枝節劇情方面增多，眾多歷代角色相繼再度登場，劇情亦會追加新敵方。單人劇情模式玩家將會選取兩邊不同的隊伍來了解雙方角色的故事，本作擔任主角的一方Agent Locke率領的「Fireteam Osiris」作視點，另一方則是系列主角士官長與其隊伍「Blue Team」作視點。雖然故事還是以士官長為主軸，但遊戲將以兩種不一樣的角度讓玩家來看待士官長在故事中的發揮。
續集《最後一戰：無限》於2021年12月8日發售。

## 游戏平台
曾有传言称该作将移植至PC平台，但官方开发者否定了这一消息